# Propaganda v Južni Koreji
Propaganda v Južni Koreji nasprotuje obsežni propagandi rivalske Severne Koreje ali vpliva na domače in tuje občinstvo. Po mnenju francoskega filozofa in avtorja Jacquesa Ellula propaganda obstaja tako v demokraciji kot v avtoritarnih režimih. Demokracija Južne Koreje s propagando spodbuja svoje nacionalne interese in cilje. Metode razširjanja propagande vključujejo sodobne medije, ki vključujejo televizijo, radio, kino, tisk in internet.